# Centre Vidéotron
Centre Vidéotron, under planerings- och byggfasen hette den Amphithéatre de Québec, är en inomhusarena i den kanadensiska staden Québec i provinsen Québec och har en publikkapacitet på mellan 18 259 och 20 396 åskådare beroende på evenemang. Inomhusarenan började byggas den 3 september 2012 och stod klar i juli 2015 till en kostnad på C$370 miljoner medan den öppnades den 12 september samma år. Den ägs av staden Québec och underhålls av Québecor inc., som också äger ishockeylaget Remparts de Québec i Ligue de hockey junior majeur du Québec (LHJMQ) som använder Centre Vidéotron som sin hemmaarena.
Arenan byggdes dock primärt för att få ett nytt ishockeylag i den nordamerikanska proffsligan National Hockey League (NHL) via expansion eller omlokalisering, staden hade Quebec Nordiques som spelade i World Hockey Association (WHA) och NHL mellan 1972 och 1996, när de omlokaliserades till Denver i Colorado och blev Colorado Avalanche. NHL avböjde dock Québecs förfrågan och valde istället att satsa på Las Vegas i Nevada och Vegas Golden Knights som kommer att spela i NHL från och med säsongen 2017–2018.

## Galleri

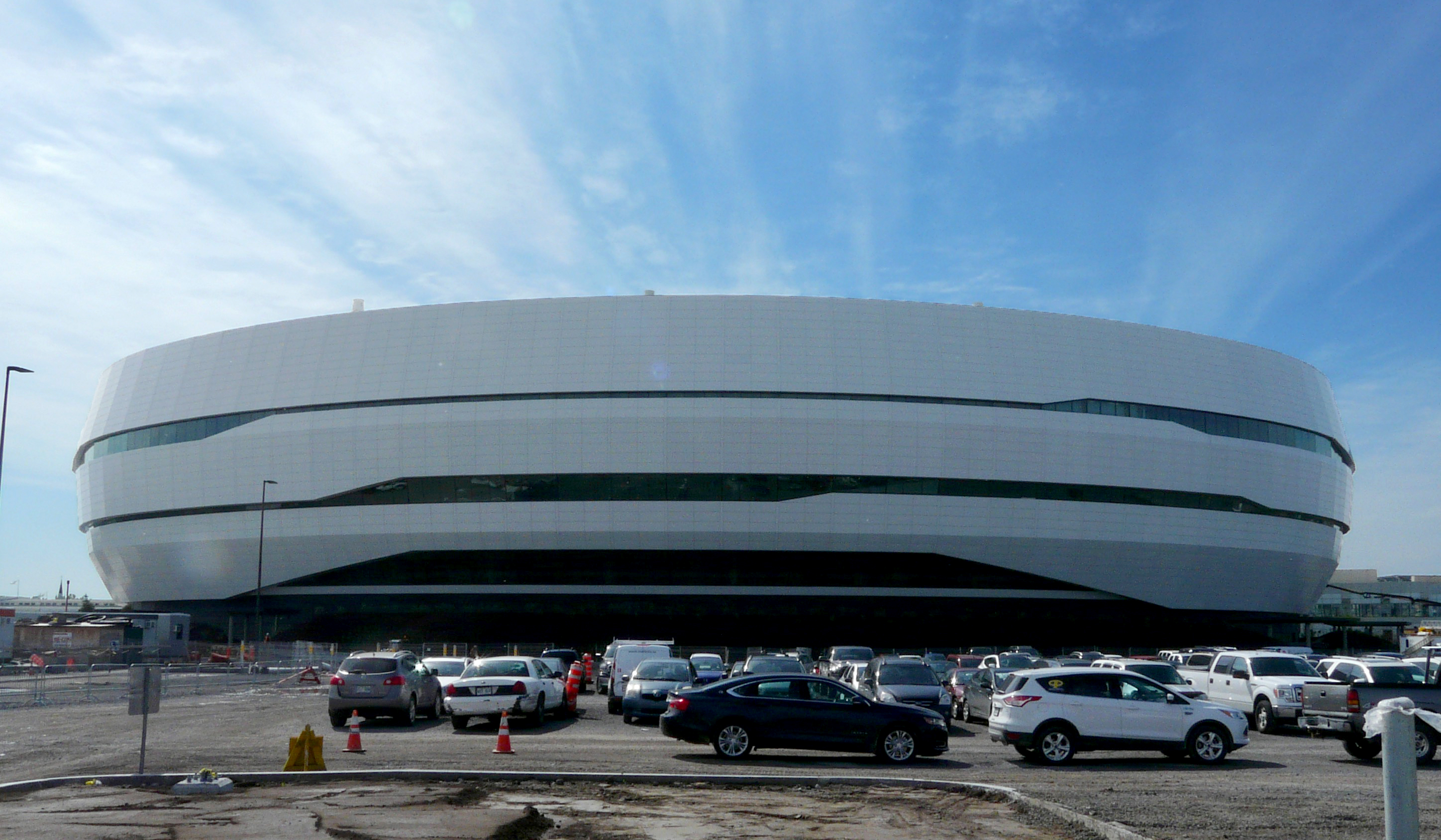
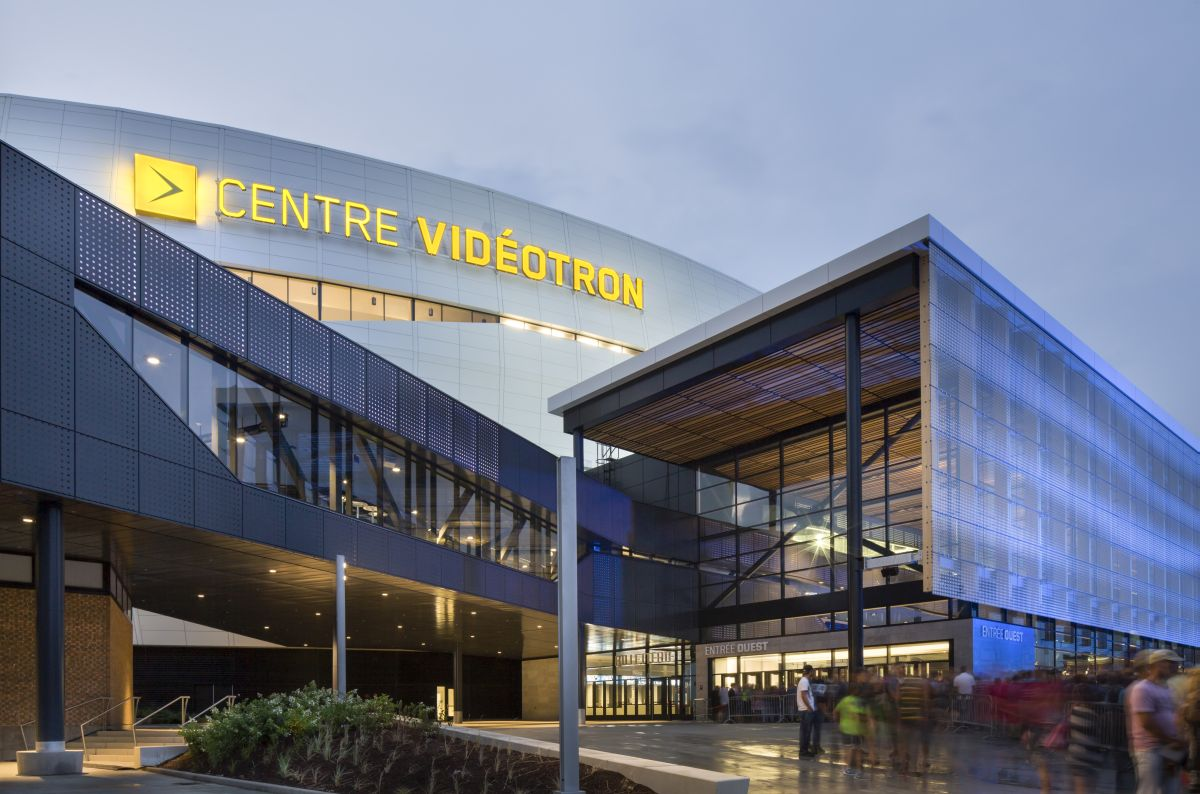
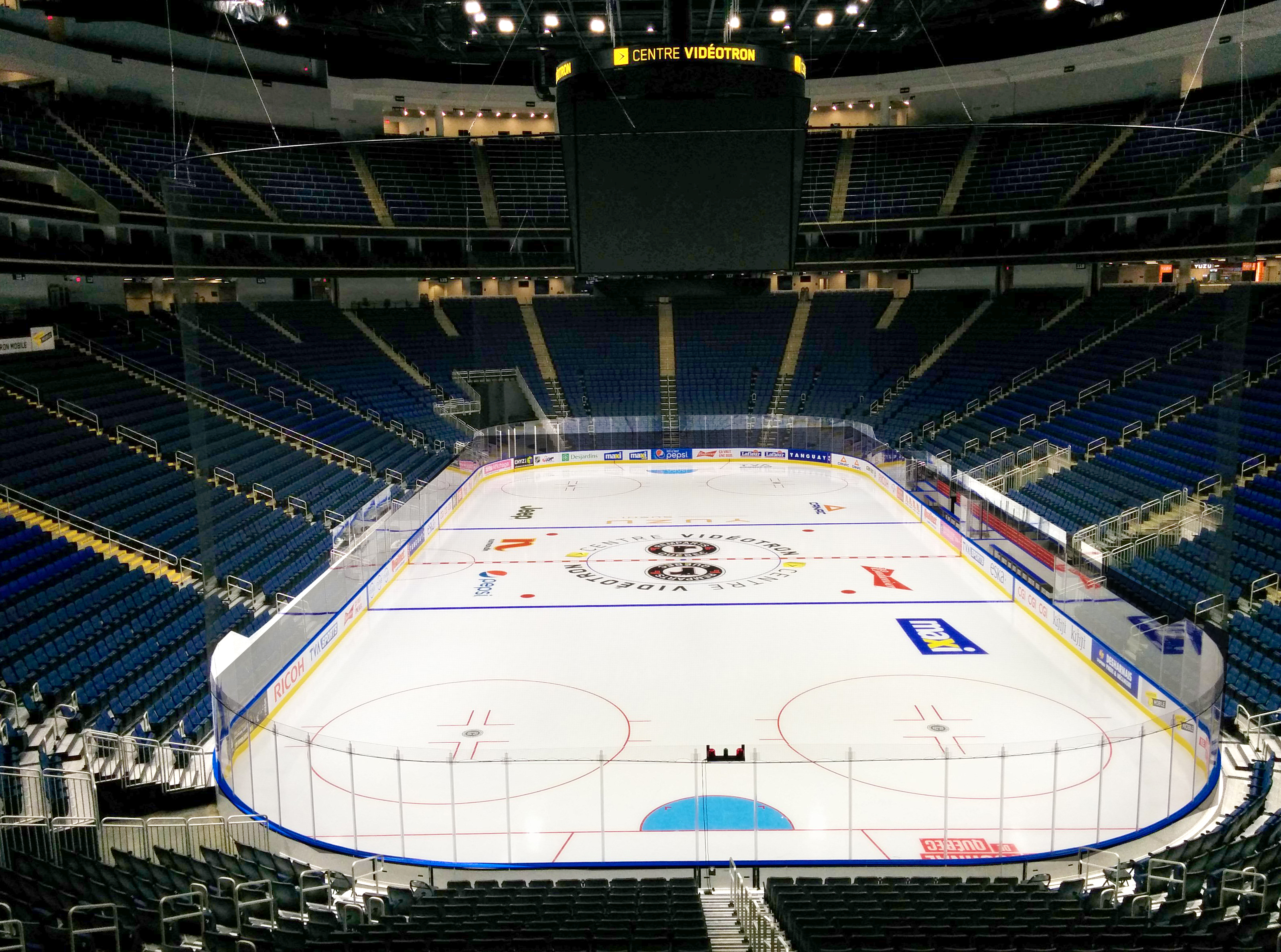
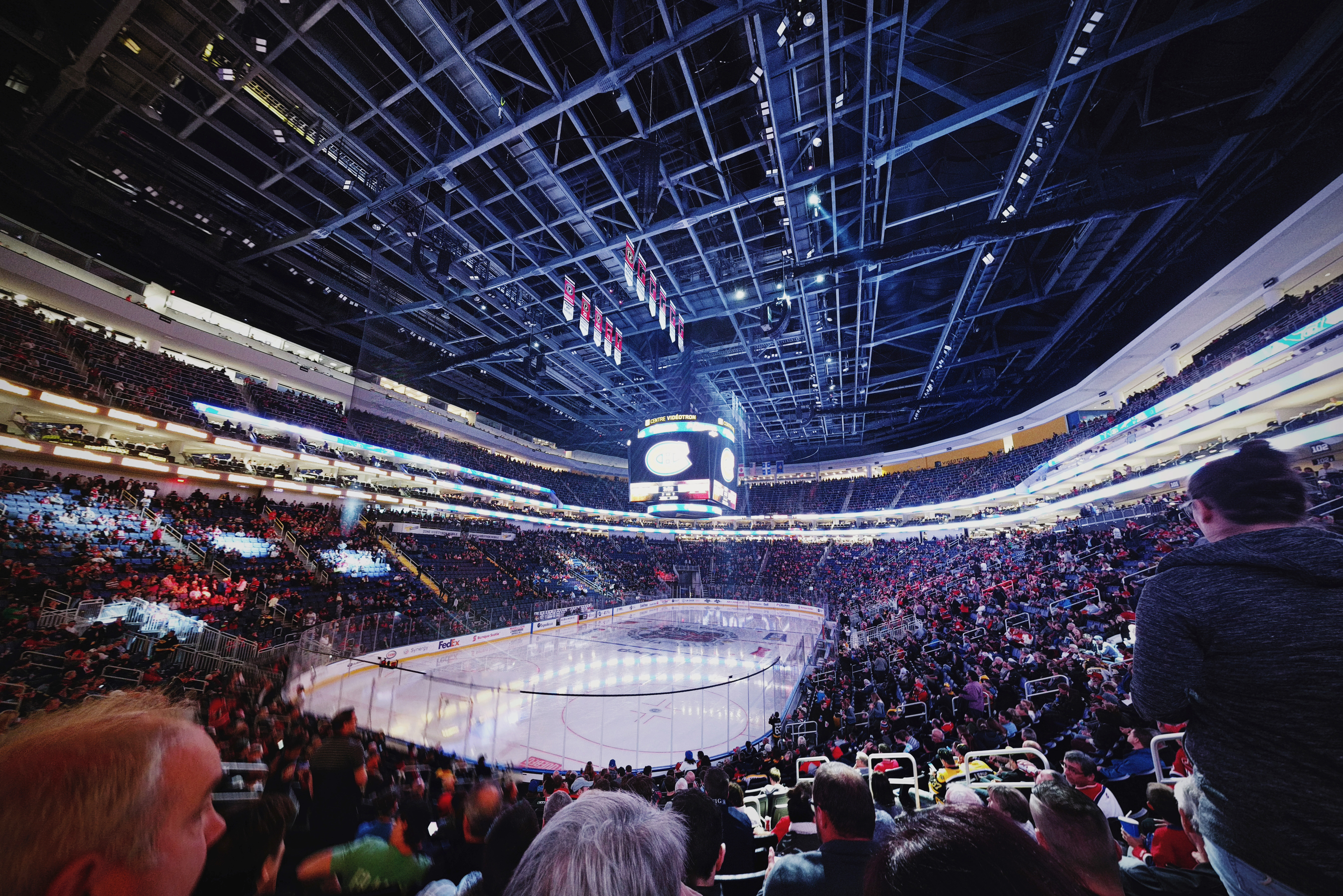